# Кэмпбелл, Александр
Александр Кэмпбелл (9 марта 1822, Йоркшир, Англия — 24 мая 1892, Торонто, Онтарио, Канада) — канадский политик, лейтенант-губернатор Онтарио. Является одним из отцов канадской конфедерации — принимал участие в Шарлоттаунской и Квебекской конференциях, предваряющих её образование.

## Биография
Александр Кэмпбелл сын Джеймса Кэмпбелла и Лавинии Скатчерд. Его точная дата рождения неизвестна, 9 марта 1822 года он был крещён. Родители Кэмпбелла переехали в Канаду, в Монреаль в 1823 году. В 1836 году они обосновались в Кингстоне, Верхняя Канада. Несмотря на приверженность англиканской церкви Александр с братом Чарльзом Джеймсом были отправлены в римско-католическую семинарию в Нижней Канаде. Позднее Кэмпбелл учился в Кингстоне, откуда поступил в офис Генри Кессиди для получения юридического образования. В 1839 году его учитель скончался, а Кэмпбелл в возрасте 17 лет стал вторым учеником Джона Александера Макдональда (первым был Оливер Моуат). Они вместе работали в Кингстоне, а в 1843 году Кэмпбелл вступил в гильдию и на шесть лет стал партнёром Макдональда.
17 января 1855 года он женился на англичанке из Беверли Джорджины Фредрике Лок Сэндвис. У них было пятеро детей: двое сыновей и три дочери.
После завершения политической карьеры в 1887 году он стал лейтенант-губернатором Онтарио и оставался на этом посту до самой смерти.

## Политическая карьера
С 1850 года два года Кэмпбелл входил в городской совет Кингстона, а затем дважды в 1858 и 1864 годах выбирался в законодательное собрание Верхней Канады и даже одно время был спикером в нём. В 1861 году Макдональд предложил Кэмпбеллу место в офисе, но тот выставил условия, на которые Макдональд не согласился. После распада коалиционного правительства провинции Канады в марте 1864 года было несколько попыток создать новую коалицию, одна из них безуспешно была предпринята Александром Кэмпбеллом.
Вместе с тем, в то время у Кэмпбелла был министерский портфель и как член кабинета министров он побывал на конференциях по созданию Канадской конфедерации. После её создания Кэмпбеллу предложили место в Сенате, где он оставался до 1887 года. За это время он занимал ряд министерских постов, включая министра внутренних дел, генерального суперинтенданта по делам индейцев, министра милиции и обороны, министра юстиции и т.п.